# Хиперпнеја
Хиперпнеја (лат. hyperpnоеа) је убрзано и дубоко дисања, које се карактерише већим протоком ваздуха кроз алвеоле плућа. Хиперпнеја се јавља у условима увећаних метаболичких потреба ткива (нпр у току физичког напапрезања), или након различитим узроцима изазваног недостатка кисеоника (хипоксија), у удахнутом ваздуху, нпр. у току боравка на висини, тровања, анемије. За разлику од тахипнеје у току које је дисање убрзано и плитко, код хиперпнеје дисање је убрзано и продубљено.

## Терминологија
Различити извори често користе различите класификације термина дисања, па тако део аутора корсити парадигму по којој:
Тахипнеју описује као свако убрзано дисање
Хипервентилацију описују као повећана вентилацију алвеола (која се може десити кроз повећану брзину или дубину дисања, или мешавину оба) где постоји мањи пораст метаболичког угљен-диоксида у односу на ово повећање вентилације.
Хиперпнеју дефинише као удисање повећане запремине ваздуха, са или без повећања брзине дисања.
Други извори корсите парадигму по којој:
Тахипнеју описују као и свако брзо дисање
Хипервентилацију описују као повећану брзина дисања у мировању,
Хиперпнеју описују као повећање дисања које је одговарајуће пропорционално повећању брзине метаболизма.
Трећа извори корсите парадигму по којој:
Тахипнеју описују као ненормално брзо и плитко дисање (иако неки могу тврдити да је то нетачно јер се дисање разликује од дисања),
Хипервентилацију описују као повећана брзина или дубина дисања до абнормалних нивоа што узрокује смањење нивоа угљен-диоксида у крви,
Хиперпнеју описују као било какво повећање у брзини или дубини дисања која није нормална.

## Етиологија
Дисање је физиолошки процес који одразумева размену гасова између тела и спољашње средине. Педантно избалансиран систем у телу обезбеђује уредан процес дисања, испоручујући довољно кисеоника ткивима за производњу енергије и ефикасно уклањање угљен-диоксида. Упркос својој беспрекорној природи, дисање је подложно абнормалностима које оспоравају његову ефикасност. Поремећаји дисања као што је хиперпнеја могу значајно утицати на живот пацијента нарушавањем размене гасова, што доводи до смањеног снабдевања кисеоником и накупљања угљен-диоксида.
Међу стањима и болестима  који могу изазвати хиперпнеју спадају
- сепса, (хиперпнеја је обично знак њеног почетка).
- тровања лековима, хемијским агенсима
- анемија
- боравак у условима сниженог барометарског притиска и концентрације кисеоника у ваздуху

## Патофизиологија
Хиперпнеја се карактерише краткотрајним повећањем респираторне фреквенце (тахипнеја) и тидал (дисајног) волумена што је последица скраћивања интервала између дисајних циклуса уз истовремено повећање амплитуде дисања непосредно након стимулације дисајног центра .
Глутамат се сматра кључним неуротрансмитером који посредује у трансмисији сигнала у респираторним подручјима можданог стабла који доводе до појаве хиперпнеје (али и апнеје и хипопнеје). Бројне студије спроведене на експерименталним животињама су показале да се хиперпнеја јавља као одговор на стимулацију глутаматом подручја које по анатомској локализацији одговара комплексу једара латералног парабрахијума (супериорно, латерално-кресцентно, латерално-дорзално и централно једро) или региону каудалног Kölliker Fuse језгра. Неурони овог хиперпнеичког региона шаљу директне десцендентне пројекције до вентролатералне медуле, подручје које се сматра генератором респираторног ритма (што индукује појаву хиперпнеје).